# 朱鎮
朱鎮，原名燦奎，贵州贵阳人，清朝官員，同進士出身。

## 生平
道光二十年（1840年）庚子恩科進士，三甲四十九名，后官直隸衡水縣知縣。